# Mare dei Ciukci
Il mare dei Ciukci o mare dei Čukči (in russo Чукотское море? Čukotskoe more) è un mare marginale dell'Oceano Artico, compreso fra la penisola dei Ciukci e l'Alaska e prende il nome dai ciukci, popolazione autoctona. Questo mare mette in comunicazione il mare di Bering con il Mar Glaciale Artico.
È limitato ad ovest dall'isola di Wrangel e dalla linea ideale che va dal suo punto più meridionale, capo Blossom, a capo Jakan (sulla costa settentrionale della penisola dei Ciukci) e dal mare di Beaufort ad est. Gli insediamenti principali della costa sono Uėlen (nel circondario autonomo della Čukotka) e Barrow in Alaska.
Il mare dei Ciukci prende il suo nome dalla popolazione indigena dei Ciukci, che abita i territori circostanti, che tradizionalmente vivevano di pesca, di caccia e di caccia alle balene.

## Geografia

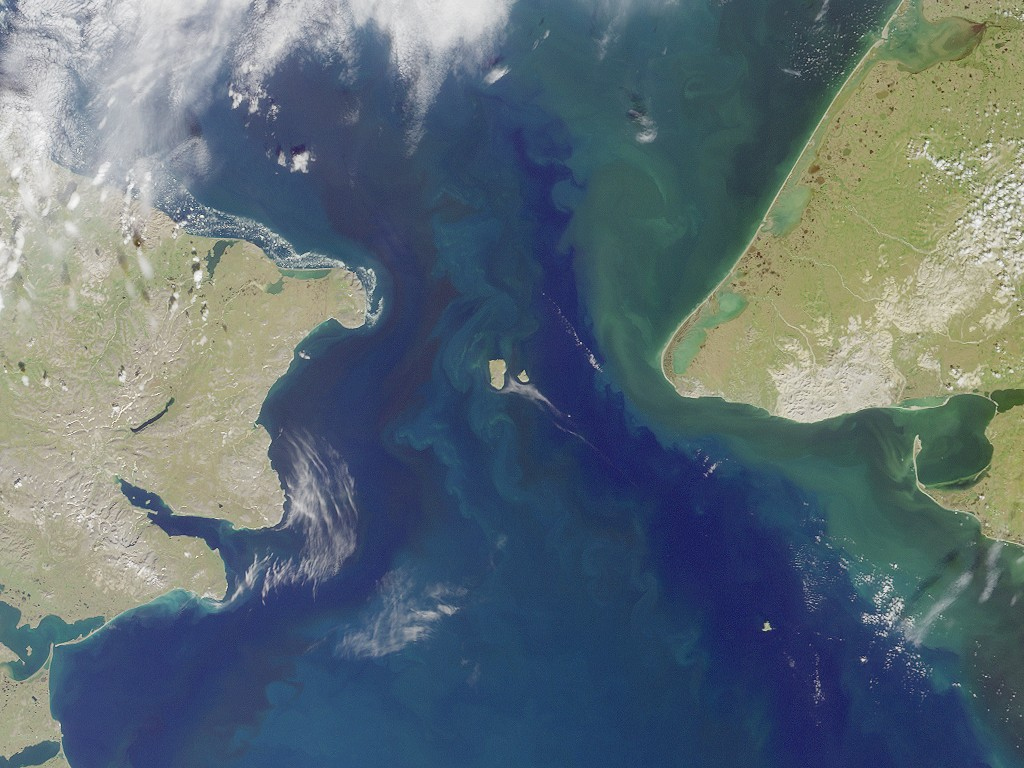
Immagine satellitare dello stretto di Bering

Il mare dei Ciukci ricopre una area di 595000 km² (230000 mi²) ed è navigabile solo 4 mesi all'anno durante la breve estate artica. Il rilievo montuoso principale sul fondale del mare dei Ciukci è dato dall'Hope Basin, che misura una lunghezza di 700 chilometri e si estende a nordest fino al Herald Arch. Il mare ha una profondità media che si aggira intorno ai 50 metri. Rispetto a molti altri mari, il mare dei Ciukci vanta pochissime isole: si trovano lungo la costa della Siberia, dell'Alaska e al limite meridionale del mare, nello stretto di Bering.
Le maggiori insenature che si affacciano sul mare dei Ciukci sono la baia Koljučinskaja sulla penisola dei Ciukci; il Kotzebue Sound e il Shishmaref Inlet in Alaska.
I fiumi che si riversano dalle coste dell'Alaska nel mare dei Ciukci sono il Kivalina, il Kobuk, il Kokolik, il Kukpowruk, il Kukpuk, il Noatak, l'Utukok ed il Wulik, mentre dalle coste della Siberia si riversano l'Amguėma, lo Ëonajveem, il Vankarem ed il Čegitun.

### Isole
- USA: Isola di Chamisso, isola Herald, isola Puffin, isola di Saryčev, isole Seahorse.
- Russia: Idlidlja, isola Karkarpko, isola di Koljučin, Kosa Dvuch Pilotov, isole Serych Gusej, isola di Wrangel.

## Storia
Una delle prime imbarcazioni ad avventurarsi nelle acque del mare dei Ciukci fu il brigantino a palo Vega che sotto il comando di Adolf Erik Nordenskiöld riuscì a compiere l'intera circumnavigazione del Nord America attraverso il passaggio a nord-ovest. Il 28 settembre 1878 il Vega rimase bloccato nei ghiacci del mare dei Ciukci. Nonostante l'imbarcazione si trovasse a pochi chilometri dalla terraferma, l'equipaggio non fu in grado di raggiungerla e dovette passare l'inverno artico a bordo del Vega. Solo l'anno seguente, con l'arrivo dell'estate, il brigantino poté attraversare lo stretto di Bering e completare il proprio viaggio.
Meno fortunata fu invece la spedizione che salpò a bordo del Karluk nell'intento di esplorare il mare dei Ciukci. Nel 1913, dopo che il capo spedizione Vilhjalmur Stefansson e in seguito anche l'intero equipaggio avevano abbandonato il Karluk, l'imbarcazione ormai alla deriva affondò nei pressi dell'isola Herald dopo una collisione con un iceberg. I superstiti della spedizione riuscirono a raggiungere l'isola di Wrangel, dove privi di viveri e rifornimenti si trovarono in una situazione disperata. Il capitano Robert Bartlett cercò quindi assieme a Kataktovik, un Inuit che faceva parte della spedizione, di attraversare il mare dei Ciukci ghiacciato a piedi nel mezzo dell'inverno artico per cercare aiuto. Dopo aver raggiunto capo Vankarem sulla costa della penisola dei Ciukci il 15 aprile 1914, i 12 membri superstiti dell'equipaggio che erano sopravvissuti furono tratti in salvo dal peschereccio King & Winge, che si diresse su indicazione di Robert Bartlett verso l'isola di Wrangel.
Sorte analoga a quella del Karluk spettò anche all'imbarcazione Čeljuskin. Nel 1933, nel tentativo di dimostrare che il passaggio a nord-est poteva essere effettuato nel corso di una sola stagione di navigazione, il governo sovietico fece salpare da Murmansk un equipaggio di 111 membri a bordo della nave a vapore Čeljuskin per tentare la traversata. Nonostante l'ottimismo di tutti l'imbarcazione, capitanata da Vladimir Ivanovič Voronin e Otto Schmidt, rimase intrappolata nei ghiacci nel Mare dei Ciukci poco dopo la sua partenza e affondò il 13 febbraio 1934 nei pressi dell'isola di Koljučin, dopo essere andata per alcuni mesi alla deriva spinta dai ghiacci. Nonostante la nave fosse andata persa tutti e 111 i membri dell'equipaggio furono tratti in salvo in un'eroica impresa aerea alla quale parteciparono numerosi piloti sovietici. Per la spedizione artica e per le operazioni di soccorso sia i comandanti Vladimir Voronin e Otto Schmidt sia gli aviatori che parteciparono ai soccorsi furono dichiarati eroi dell'Unione Sovietica.
Di seguito ci furono altri tentativi di attraversare il mare dei Ciukci molti dei quali però fallirono ancora prima di raggiungere lo stretto di Bering a causa delle pessime condizioni climatiche di queste aree.
Infine nel settembre del 2006 dopo diversi tentativi furono individuati a circa 50 metri di profondità i resti dell'imbarcazione Čeljuskin dalla spedizione russa "Čeljuskin-70".

## Fauna
Il mammifero terrestre più grande che abita nelle zone costiere del mare dei Ciukci è l'orso polare artico. Di fatto la popolazione di orsi che vive in queste zone è una delle 5 popolazioni geneticamente distinte di orsi polari. Il mare invece ospita un mammifero pinnipede di grandi dimensioni, il tricheco del Pacifico, che raggiunge i 1700 kg di peso.

## Risorse petrolifere
I fondali del mare dei Ciukci sono ricchi di riserve di petrolio e gas naturale che vengono stimate nell'equivalente di 30 miliardi di barrel. A causa di tali ricchezze diverse compagnie petrolifere hanno tentato di acquisire i diritti di estrazione in alcune aree. Il 6 febbraio 2008 il governo statunitense ha indetto un'asta per la vendita di tali diritti a partire dal prezzo di 2,6 miliardi di dollari. Nonostante l'ingente somma incassata dal governo statunitense molte associazioni ambientaliste hanno pesantemente criticato la decisione del governo statunitense di concedere tali diritti.